# لندس‌لیگا
لندس‌لیگا (به انگلیسی: Football State League) ششمین سطح از فوتبال باشگاهی در آلمان (سیستم لیگ فوتبال آلمان) است. لندس‌لیگا در تعدادی از ایالت‌های آلمان به عنوان سطح هفتم و هشتم طبقه‌بندی می‌شود.
در باواریا، زاکسن، تورینگن، برمن، نیدرزاکسن و هامبورگ، لندس‌لیگاها پایین‌تر از اوبرلیگا (سطح پنجم) قرار می‌گیرند بنابراین در سطح ششم طبقه‌بندی می‌شوند. مناطق راین میدل و راین پایین در سال ۱۹۹۰ و ایالت نوردراین-وستفالن نیز در سال ۲۰۱۲، این لیگ را سطح ششم نامیدند.
در سایر ایالت‌ها مانند بادن-وورتمبرگ، راینلاند-فالتس (فقط قسمت جنوب غربی)، نوردراین-وستفالن (وستفالن)، مکلنبورگ-فورپومرن، براندنبورگ، زاکسن-آنهالت، و برلین، لندس‌لیگا سطح هفتم است و در زارلند، لندسلیگا به عنوان سطح هشتم طبقه‌بندی می‌شود.
در سال ۲۰۱۷، شلسویگ-هولشتاین، لندس‌لیگا را در سطح ششم لیگ معرفی کرد و هسن را به عنوان تنها ایالت آلمان که لندسلیگا ندارد، باقی گذاشت. منطقه راینلند در ایالت راینلاند-فالتس نیز بدون چنین لیگی فعالیت می‌کند.

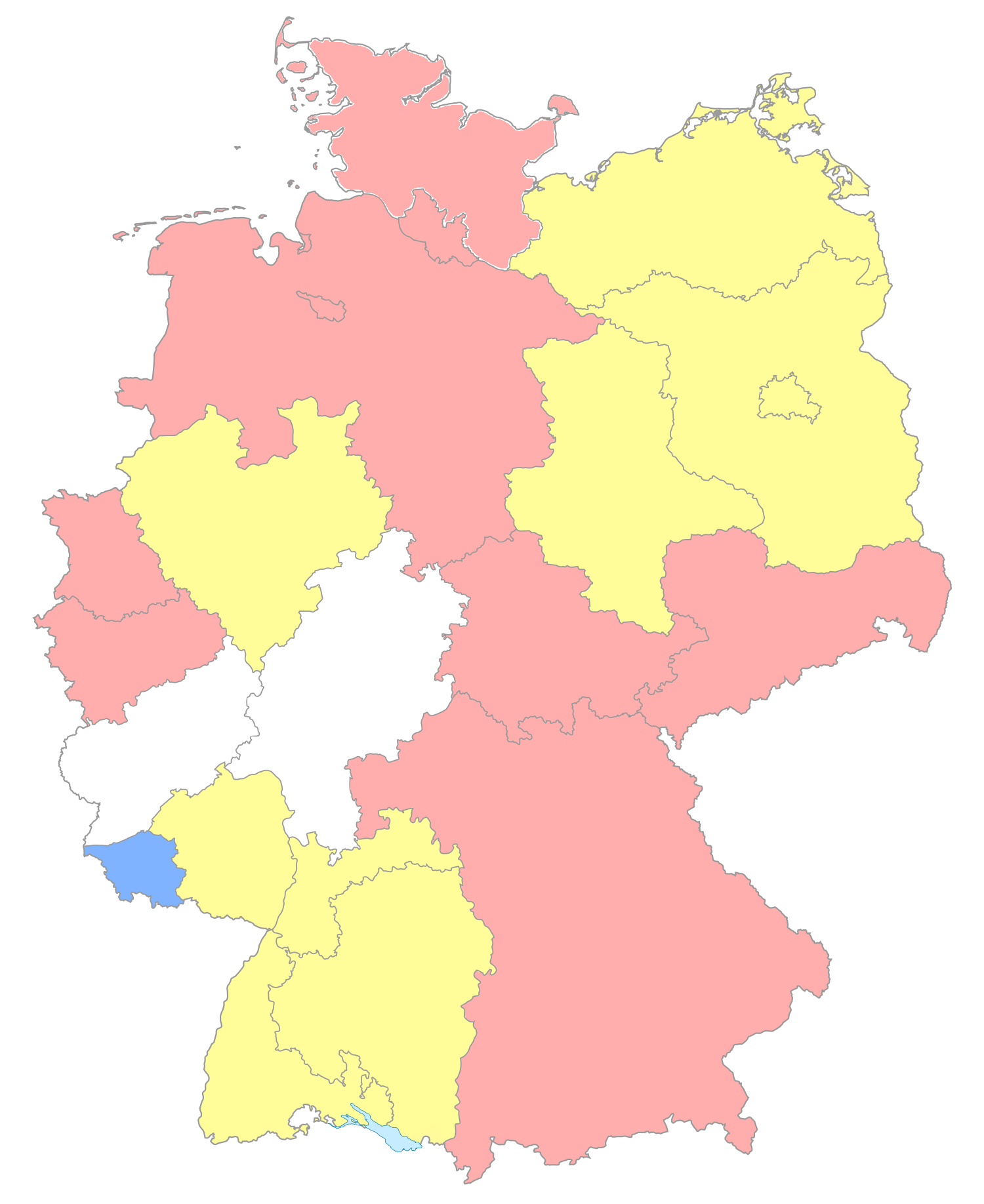
لندسلیگا: لیگ‌های سطح ششم (قرمز)، سطح هفتم (زرد) و سطح هشتم (آبی). رنگ سفید به مناطق بدون لندس‌لیگا اشاره دارد.